# Aprile a Napoli/Nun m'aspettà chesta sera
Aprile a Napoli/Nun m'aspettà chesta sera è un singolo di Peppino di Capri pubblicato in Italia nel 1961.

## Descrizione
La canzone Aprile a Napoli è una cover del brano April in Naples di Art Crafer e Jimmy Nebb, con la prima parte del testo adattate in napoletano da Mario Cenci, mentre la seconda parte mantiene il testo originale in inglese. Il brano all'epoca ottenne un discreto successo e, in Italia, raggiunse la posizione n.10 nella Hit Parade. Tuttavia non verrà più riproposta negli anni successivi dal cantante ne in studio ne dal vivo. La versione originale in inglese verrà incisa da Di Capri anni dopo, nel 1967, nell'album A heart filled with music insieme ad altre incisioni d'oltreoceano e non del cantante. Anche il brano sul lato B non venne mai riproposto successivamente. Entrambe le canzoni furono ripubblicate nell'album Peppino di Capri e i suoi Rockers alcuni mesi dopo.

## Tracce
1. Aprile a Napoli (Cover di "April in Naples") (testo: Art Crafer e Mario Cenci – musica: Jimmy Nebb)
2. Nun m'aspettà chesta sera (testo: Mario Cenci – musica: Gino Mazzocchi e Giuseppe Faiella)

## Formazione
- Peppino di Capri e i suoi Rockers
  - Peppino di Capri: voce, pianoforte
  - Mario Cenci; chitarra, cori
  - Ettore Falconieri; batteria, percussioni
  - Pino Amenta; contrabbasso, cori
  - Gabriele Varano; sassofono, cori